# Пташкова
Пташкова (пол. Ptaszkowa) — село в Польщі, у гміні Грибів Новосондецького повіту Малопольського воєводства.
Населення — 3136 осіб (2011).
У 1975-1998 роках село належало до Новосондецького воєводства.

## Демографія
Демографічна структура станом на 31 березня 2011 року:
|          | Загалом | Допрацездатний вік | Працездатний вік | Постпрацездатний вік |
| -------- | ------- | ------------------ | ---------------- | -------------------- |
| Чоловіки | 1555    | 376                | 1005             | 174                  |
| Жінки    | 1581    | 339                | 911              | 331                  |
| Разом    | 3136    | 715                | 1916             | 505                  |